# سربداران (فیلم‌نامه)
سربداران
نام یک فیلم‌نامه به قلم محمود دولت‌آبادی می‌باشد. این اثر در سال ۱۳۵۶ نوشته و درشهریورماه  سال ۱۳۵۸ در هفته‌نامه کتاب جمعه شماره۶، به سرپرستی احمد شاملو منتشر شد.

## اقتباس از اثر
محمود دولت‌آبادی می‌گوید: گمانم سال ۵۶ بود که به درخواست محمدحسین پرتوی، برادر نصرت پرتوی، همسر عباس جوانمرد و دوست و همکار دوره تئاتر، طرح سریالی را برای تلویزیون ملی ایران نوشتم. با عنوان (سربداران)، پیش از من گویا به سراغ بهرام بیضایی رفته بودند که نتیجه‌ای نگرفته بودند. چند نفری هم در آن فاصله طرح‌هایی نوشته بودند که هیچ‌یک مطلوب تلویزیون نبودند. تا اینکه طرح من آماده و فصل اول نوشته شد. محمدحسین پرتوی به واسطه خواهرش (نصرت)، که قول داده بود مراعات امانت‌داری را بکند. نسخه زیراکسی فیلم‌نامه را با خود به تلویزیون برد، بی‌هیچ قرارداد یا پیش پرداختی، مدت‌ها گذشت، بالاخره خبر آوردند که تلویزیون با این موضوع که دولت‌آبادی سربداران را بنویسد مخالف است؛ و موضوع مسکوت گذاشته شد تا سال ۵۸. حالا انقلاب شده بود و تلویزیون ملی ایران به تلویزیون جمهوری‌اسلامی ایران تغییر نام داده بود. بار دیگر محمدحسین پرتوی پیدایش شد و این بار گفت: قرار است سربداران ساخته شود. کارگردانش را هم گذاشته‌اند محمدعلی نجفی. از من دعوت کرد به دفتری در خیابان بلوار کشاورز (الیزابت سابق) رفتم. ملاقات و چای و گفتگو. بعدها خبردار شدم که به آقای نجفی هم گفته‌اند فلانی، یعنی من، نباید سربداران را بنویسد. من به کار خود بازگشتم و سربداران به راه خود رفت و نتیجه آنکه دست‌نوشته من در کتاب جمعه چاپ شد و نویسنده سریال (شهر من شیراز) که پیش از انقلاب از تلویزیون پخش می‌شد نویسنده فیلم‌نامه سربداران شد. از آن زمان دیگر از محمدحسین پرتوی خبری نشد. به نظرم رسید بخش اول فیلم‌نامه سربداران را منتشر کنم. آن را برای کتاب جمعه فرستادم. به پیغام آقای احمد شاملو که خواسته بود با آن هفته‌نامه کار کنم.